# Who Stole the Kishka?
Who Stole the Kishka? pierwotnie pisana: Who Stole the Keeshka? (Kto ukradł kiszkę?) – polka, piosenka napisana przez Waltera Dana (muzyka) i Waltera Solka (słowa). Utwór został nagrany i wykonywany przez różne zespoły, jest zaliczany do kultowych klasyków wśród amerykańskich polek. Najpopularniejsze wersje znane amerykańskiej publiczności radiowej to nagrania Franka Yankovicia oraz zespołu The Matys Brothers z 1963 r. Wśród współczesnych wykonań w USA znana jest rockowa wersja zespołu The Polkaholics. W nagraniu "Kiszki" na jednym z ostatnich albumów Frankiego Yankovicia "Songs of the Polka King, Vol. 1" partię akordeonu wykonał znany amerykański muzyk i parodysta Weird Al Yankovic.
Autorem muzyki był Władysław Daniłowski, w Ameryce działający pod nazwiskiem Walter Dana, polski kompozytor i wykonawca muzyki, twórca przedwojennego Chóru Dana. 
Autorem słów był Walter Solek (ur. 28 września 1910, zm. 1 kwietnia 2005) - polsko-amerykański autor tekstów, muzyk, performer i redaktor prowadzący audycje radiowe, który wprowadził anglojęzyczne teksty do muzyki polek w Stanach Zjednoczonych. Solek był znany jako „Clown Prince of Polka”. 
Żartobliwy tekst mówi o tym, że ze sklepu rzeźniczego ktoś ukradł kiszkę, czyli kaszankę i potrzebna jest pomoc policjanta. Autor prosi złodzieja, aby wziął szynkę lub kiełbasę, a nawet pierogi, ale niech odda kiszkę. W końcówce piosenki okazuje się, że Jasiek (Yaschel) odnalazł kaszankę.